# Corticaria slrandi
Corticaria slrandi là một loài bọ cánh cứng trong họ Latridiidae. Loài này được Roubal miêu tả khoa học năm 1934.